# Abdalistammen
Abdalistammen (persiska: ابدالی) är en pashtunsk stam som uppskattas ha 7 miljoner medlemmar i Afghanistan (20% av befolkningen), 1-2 miljoner i Pakistan (företrädesvis i västra delarna av landet) och hundratusentals i nordöstra Iran.
Abdalierna talar i likhet med andra pashtuner ett indo-iranskt språk - pashtu.
De framträdde nära Kandahar någon gång mellan 2000 och 1500 f Kr.
Under tidig medeltid spred de sig, tillsammans med andra pashtunstammar och senast omkring år 1000 f Kr var man bosatta i större delen av nuvarande Afhanistan. Där kom man att leva under persiskt styre.
Abdalihövdingen Ahmad Shah Abdali, som var medlem i Sadozai-klanen, var en ledande general i den persiska armén.
1747 kallade han samman en loya jirga, enade de olika pashtunstammarna, bytte namn till Ahmad Shah Durrani och utropade sig till kung över Afghanistan. 
Sedan dess har de olika kungarna i Afghanistan tillhört Durrani-dynastin.
Det gäller även moderna ledare som exkungen Zahir Shah och hans allierade, president Hamid Karzai (tillhörande popalzai-klanen).
Durrani används även ofta som synonym för abdalistammen.